# 't Beijersche

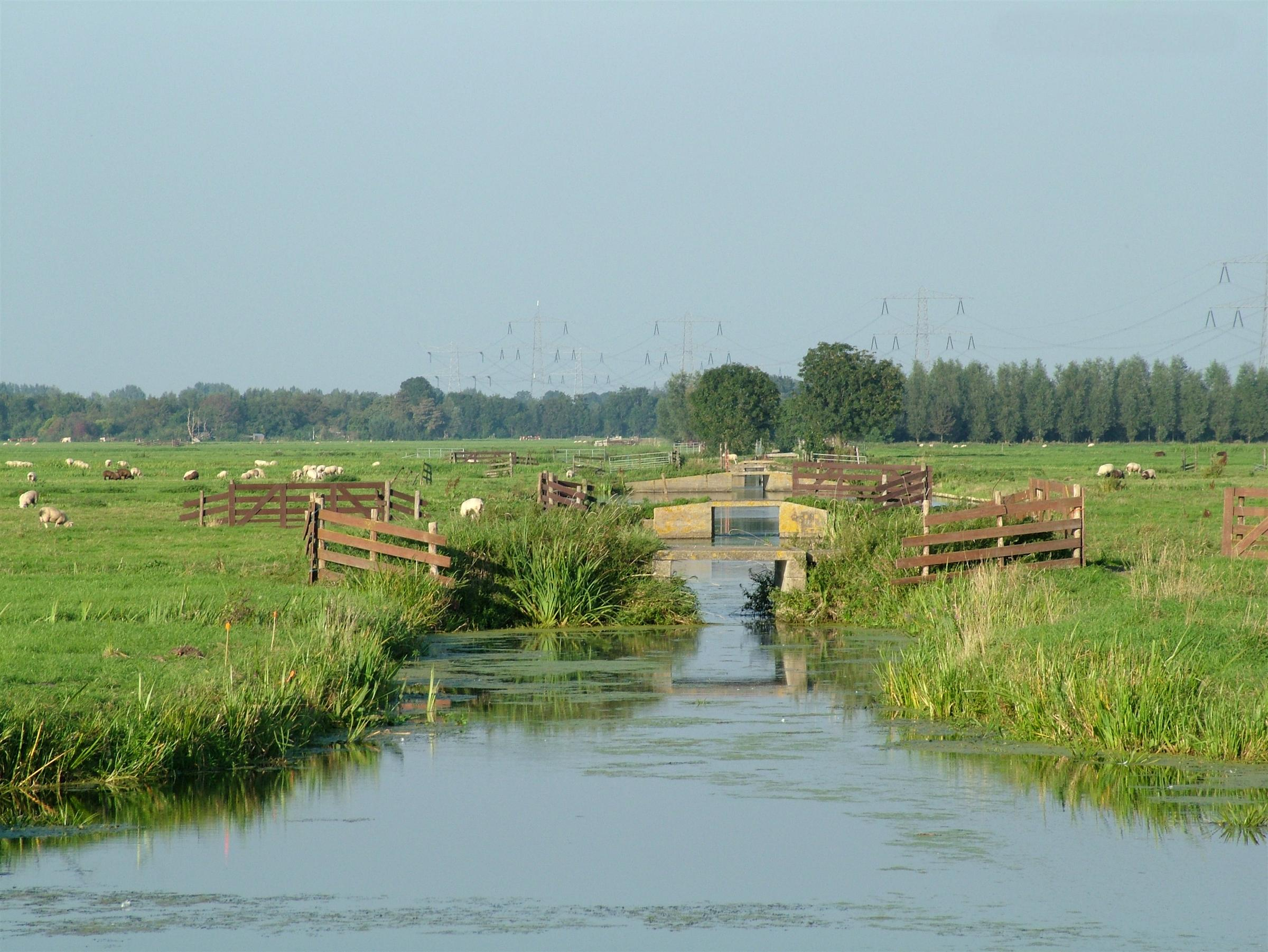
Rondom de buurtschap ligt een typisch polderlandschap.

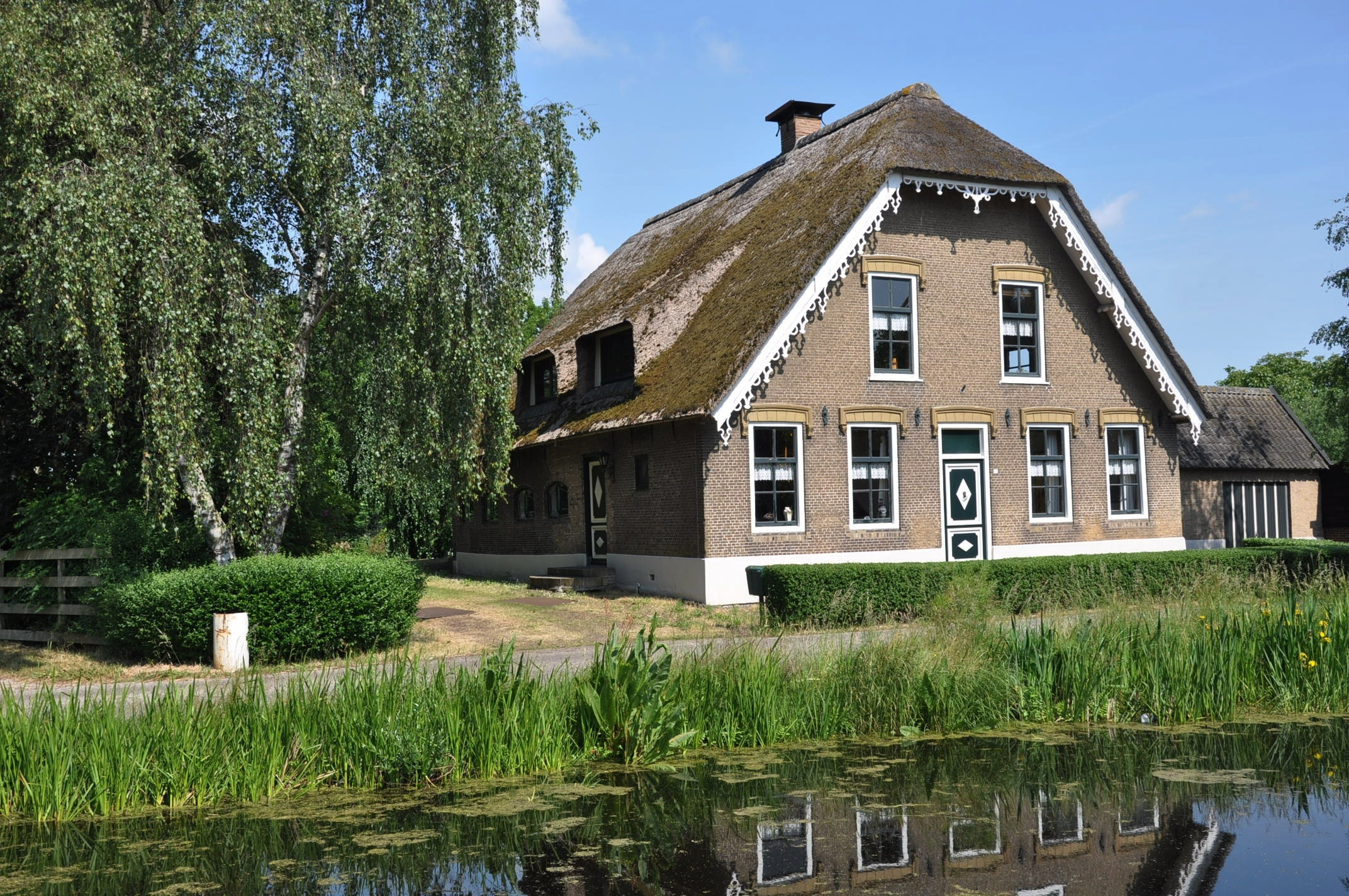
Boerderij in 't Beijersche.

 't Beijersche is een buurtschap, circa 2,5 km ten noordwesten van Stolwijk in de Nederlandse provincie Zuid-Holland. Het behoort tot de gemeente Krimpenerwaard waaronder ook het dorp Stolwijk valt.
De buurtschap telt 100 woningen en ongeveer 350 inwoners.
't Beijersche wordt ontsloten door een gietijzeren ophaalbrug uit 1888 die in 2006 is gerestaureerd.
De buurtschap telt twee verenigingen, de IJsclub en de Oranjevereniging Prinses Margriet. Er zijn diverse bedrijven gevestigd. In 2006 was er nog een zelfkazende boer actief.

## Geschiedenis
Tot en met 31 december 2014 was 't Beijersche onderdeel van de gemeenten Bergambacht en Vlist. Op 1 januari 2015 gingen de plaats en beide gemeenten op in de fusiegemeente Krimpenerwaard.

## Naamgeving
Het verhaal gaat dat de buurtschap haar naam dankt aan Jacoba van Beieren (1401-1436) die naast haar kasteel in Gouda in het Beijersche een jachthut bezat. Het waarheidsgehalte hiervan is echter twijfelachtig, omdat de buurtschap al bestond voordat Jacoba geboren werd.
Volgens een andere verklaring is 't Beijersche vernoemd naar de polder Beyerse, waar andere toponiemen met het element beiers- gevormd zijn. Zo is op een kaart uit de 17e eeuw de Beyrse wegh en het Beyrse Bosch te vinden. De oudste vermeldingen gaan terug naar een persoon die Beyer heette, mogelijk zelfs Beijerd.